# René II de Lorraine
René II de Lorraine, né le 2 mai 1451 et mort le 10 décembre 1508 à Fains (Meuse), fut comte de Vaudémont en 1470, duc de Lorraine en 1473 et duc de Bar en 1480. Il est célèbre pour avoir vaincu le duc de Bourgogne Charles le Téméraire en 1477.

## Fiefs
Fils de Ferry II, comte de Vaudémont et de Yolande d'Anjou, fille de René Ier, duc de Bar et d'Isabelle Ire, duchesse de Lorraine, il régna sur les  pays suivants :
- comte de Vaudémont de 1470 à 1508 (il rattacha ce comté hérité de son père au duché de Lorraine) ;
- duc de Lorraine de 1473 à 1508 (sa mère lui confia le duché dès qu'elle en hérita de son neveu Nicolas de Lorraine) ;
- duc de Bar de 1480 à 1508 (sa mère lui confia ce duché dès qu'elle en hérita de son père René d'Anjou).

Il renonça sagement aux prétentions de son grand-père sur le royaume de Naples, le royaume de Sicile et le royaume d'Aragon, mais se qualifiait de roi de Jérusalem et de Sicile, notamment dans ses Lettres Patentes, et dans la dédicace d' Amerigo Vespucci à René II, en préambule de la relation des quatre navigations de Vespucci, dans la Cosmographiae Introductio, imprimée à Saint-Dié-des-Vosges en 1507. René II prenait soin de ses deux titres dont il avait le droit de porter les armes dans son blason, ainsi que ceux du royaume de Hongrie et celui d'Aragon.
Il hérita également des fiefs suivants :
- comte d'Aumale et baron d'Elbeuf de 1473 à 1508 (il avait hérité ce comté et cette baronnie de son oncle) ;
- sire de Joinville de 1476 à 1508 (fief hérité de son frère) ;
- baron de Mayenne de 1481 à 1508 (baronnie héritée de son cousin) ;
- marquis de Pont-à-Mousson de 1485 à 1508, fief attaché au duché de Bar et qu'il confisqua à son oncle Jean, bâtard d'Anjou.

## Biographie

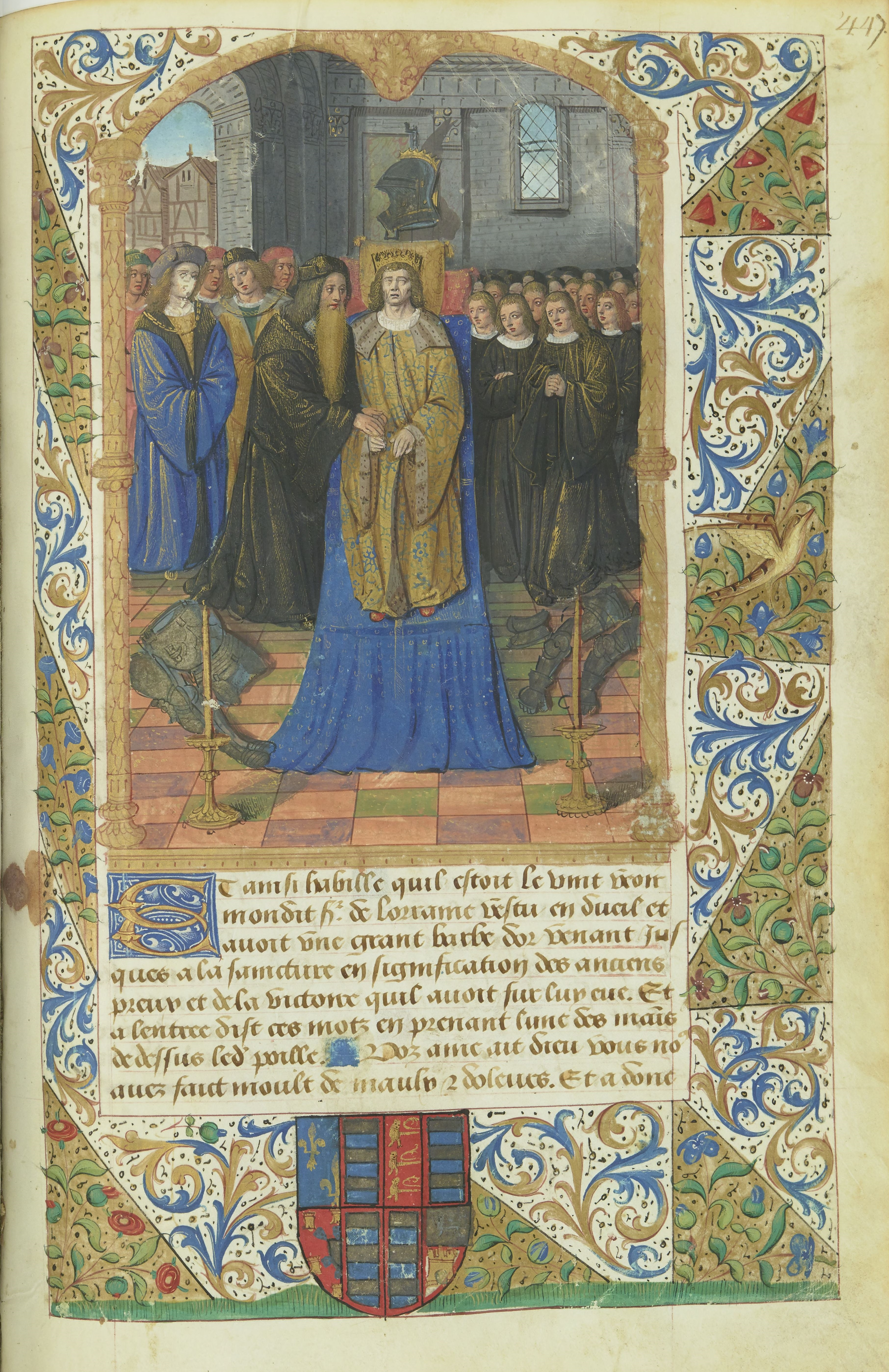
Le duc René II de Lorraine devant la dépouille de Charles le Téméraire. Maître de la Chronique scandaleuse, Interpolation de la Chronique de de Jean de Roye (dite Chronique scandaleuse), Paris, BnF, début du XVIe siècle.

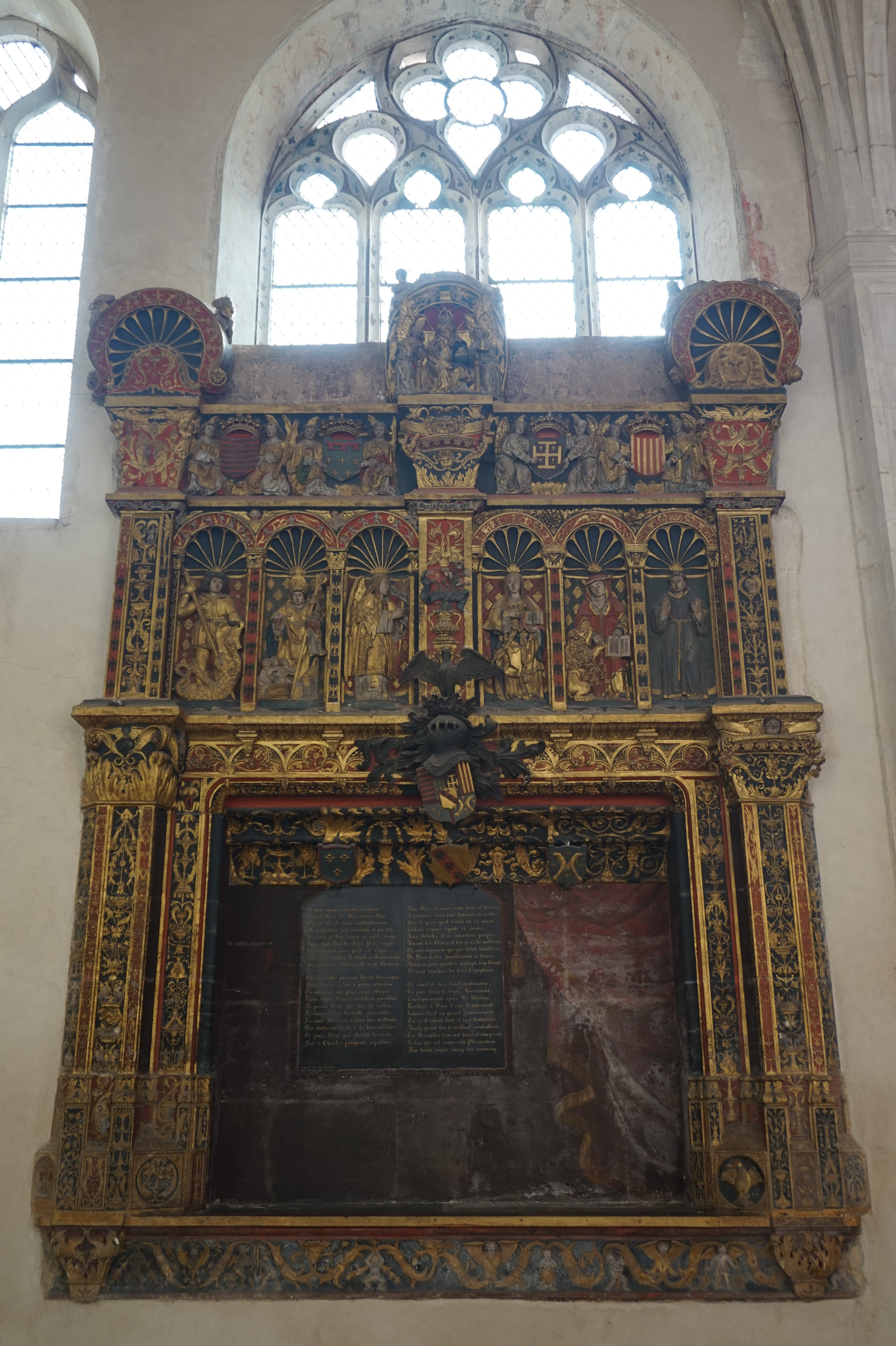
Enfeu de René II.

Il passe sa jeunesse à la cour de son grand-père René d'Anjou, entre Angers et la Provence, succède à son père en 1470 dans le comté de Vaudémont, puis hérite début 1473 de son oncle des charges de capitaine d'Angers et de sénéchal et gouverneur d'Anjou. René reçut une très bonne éducation, humaniste, parlant le latin avec aisance, il avait un très grand intérêt pour les lettres, les arts et les sciences, dont la géographie. Il est le mécène de plusieurs artistes dont l'enlumineur Georges Trubert, qui avait auparavant travaillé pour son grand-père. En 1473, son cousin Nicolas Ier, duc de Lorraine, meurt prématurément et le duché revient à sa tante Yolande d'Anjou, la mère de René II, qui le transmet immédiatement à son fils, tout en conservant l'usufruit du duché de Lorraine.
Le duché de Lorraine est alors pris dans les luttes d'influence entre Louis XI, roi de France, et Charles le Téméraire, duc de Bourgogne. Il penche d'abord vers le Bourguignon, mais ce dernier commençant à placer des garnisons en Lorraine, les incidents se multiplient entre la population lorraine et les soldats bourguignons. René se rallie secrètement au roi de France le 9 juillet 1474 et les traités que le roi de France signe avec les Suisses, le roi d'Angleterre Édouard IV et l'empereur du Saint-Empire Frédéric III isolent le Téméraire et permettent à René II de dénoncer son alliance bourguignonne en 1475.
Charles le Téméraire envahit le duché de Lorraine, occupe Nancy le 24 novembre 1475 et René se réfugie à Joinville. Il s'allie aux Suisses et combat à leur côté. La coalition défait Charles le Téméraire à Grandson, le 2 mars 1476, puis à Morat le 22 juin 1476, où son armée est taillée en pièces et son artillerie perdue. Pendant que le Téméraire tente de reconstituer une armée, la Lorraine se révolte et René fait son entrée à Nancy le 22 août 1476. Mais Charles le Téméraire, à la tête d'une nouvelle armée, pénètre en Lorraine en octobre, et René II ne réussit pas à l'empêcher de faire la jonction avec les troupes de Campobasso, venues du Luxembourg. Après avoir obtenu l'assurance des Nancéiens de tenir la ville, René II part chercher des renforts auprès des Alsaciens et des Suisses. À son retour, il engage le 5 janvier 1477 la bataille de Nancy où est tué Charles le Téméraire.
À la suite de cette victoire, il ordonne la construction de la gigantesque basilique de Saint-Nicolas-de-Port et reconstruit le palais ducal de Nancy. Il accorde aussi sa protection au sanctuaire Notre-Dame-de-Benoite-Vaux.
René II, grandi de cette guerre contre Charles le Téméraire, réunit les États généraux en Lorraine fin janvier 1477, puis il se rend en France, à la Cour du roi Louis XI, enfin il revient en Loraine début mars 1477. Dès lors, sa grande préoccupation est de s'assurer la possession de l'héritage de son grand-père maternel, René d'Anjou : duchés d'Anjou, de Bar, comtés du Maine, de Provence, et le royaume de Sicile-Naples. À partir de juin 1479, un Conseil de régence est mis en place pour assurer le gouvernement de la Lorraine quand René II se rend en Provence. Bloqué par Louis XI, qui l'empêche de regagner son duché en Lorraine par le nord, René II revient à Aix-en-Provence, et le 25 novembre 1479, il s'embarque à Marseille et arrive à Venise le 13 mars 1480, où il est reçu avec tous les honneurs. Le 16 avril, il est titré patricien de Venise et il est admis au Grand Conseil. Le 17 avril, il scelle un traité avec le doge Jean Mocenigo : Nommé Lieutenant-général de la Seigneurie ("Serenissima Signoria"), il recevra 2000 ducats par mois à partir du 1er mai. Il quitte Venise quelques jours plus tard pour la Lorraine, en passant par la Suisse.
Le 10 juillet 1480, son grand-père René Ier d'Anjou, duc de Bar, meurt sur ses terres de Provence. La succession est partagée entre son neveu Charles d'Anjou, comte du Maine et son petit-fils René II de Lorraine. Le roi de France Louis XI avait déjà contesté la validité de l'acte scellé par René d'Anjou le 15 novembre 1479, qui avait alors décidé que le duché de Bar devait revenir après sa mort à sa fille Yolande d'Anjou, puis à René II de Lorraine, le fils de cette dernière. À la mort de René d'Anjou, Louis XI ordonne à ses troupes d'occuper la totalité du duché de Bar, au titre d'héritier de Marie d'Anjou, sa mère.

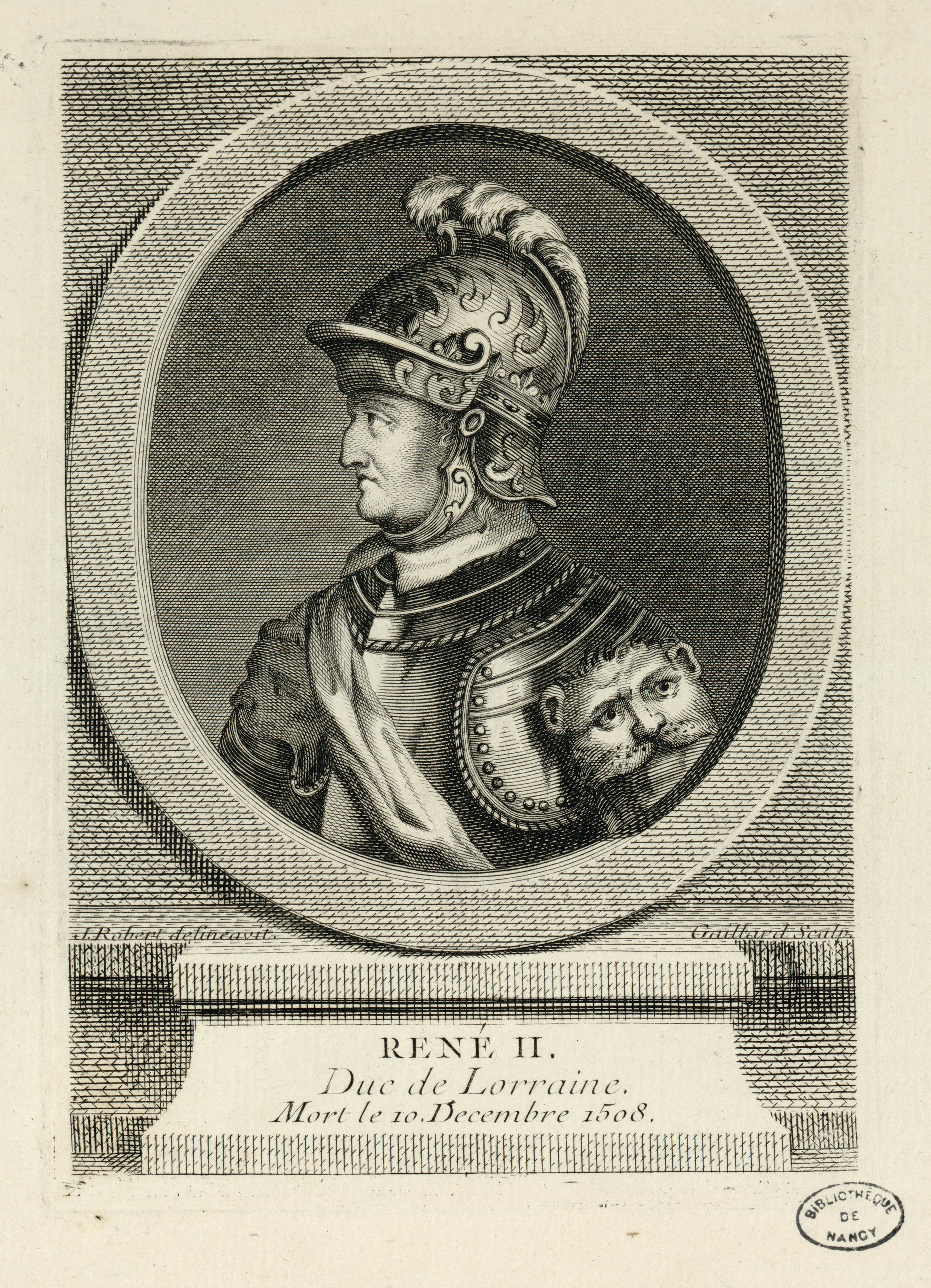
Portrait de René II du XVIIIe siècle

Durant six mois, depuis le 1er juin 1481, jusqu'à son départ d'Avignon pour Rome, mi- novembre, le cardinal Julien della Rovere (futur pape Jules II) va être mêlé aux troubles engendrés par la succession de René d'Anjou. Il soutient secrètement René II de Lorraine, alors à Venise, mais entretient des troupes aux frontières du Comtat Venaissin. Il veut chasser de la Provence Charles V d'Anjou et y installer René II de Lorraine,capitaine général de la république de Venise, avec laquelle son oncle, le pape Sixte IV a conclu une alliance le 14 avril 1480. 
Le 10 décembre 1481 à Marseille, décède Charles V d'Anjou, comte du Maine (1472-81), successeur du roi René Ier en Anjou et en Provence, et beau-frère de René II de Lorraine. Le duché d'Anjou, les comtés du Maine et de Provence reviennent alors au roi de France, Louis XI, qui avait néanmoins concédé à René II quelques droits concernant le duché de Luxembourg ainsi que le comté de Bourgogne, en juin 1478.  René II tourne alors à nouveau son regard vers le royaume de Sicile-Naples, quand Venise se brouille avec Ercole d'Este, duc de Ferrare et partisan de Ferrante d'Aragon, usurpateur du royaume de Sicile-Naples, de la Maison d'Anjou. Le 3 mai 1482, Venise déclare la guerre à Ercole d'Este et, quelques mois plus tard, René II, quitte Nancy le 11 mars 1483, accompagné de nobles lorrains et de Guillaume d'Haraucourt, évêque de Verdun, fraîchement libéré des prisons de Louis XI. En traversant la Suisse, il recrute de nombreux mercenaires. Le 13 avril 1483, il est reçu en grande pompe à Venise, et le 26 avril, il remporte une brillante victoire sur les troupes d'Ercole d'Este entre Adria et Ferrare. Le 16 mai, il est nommé Capitaine Général des troupes vénitiennes. Il continue à guerroyer contre Ercole d'Este, organise l'expédition sur le royaume de Naples-Sicile à Padoue, quand il apprend le 9 septembre le décès de Louis XI le 31 août 1483. Il reçoit une invitation d'Anne de Beaujeu, fille aînée de Louis XI, et sœur du jeune Charles VIII, pour lequel elle assure la régence du royaume de France. Il quitte Padoue le 22 septembre 1483, regagne la Lorraine, avant d'arriver à Blois le 25 octobre 1483, où la régente l'accueille et désire l'attacher à ses services. Anne de Beaujeu lui présente sa nièce, Philippa (ou Philippe) de Gueldre, qui va devenir la seconde épouse de René II. Anne lui restitue le Barrois occupé par Louis XI, et ordonne une enquête relative aux droits de René II sur le comté de Provence et autres terres en France.
En 1485, il prend part à la première phase de la Guerre folle, mais se retire prudemment de la coalition des princes dès la paix de Bourges.
En 1486, le cardinal Julien della Rovere (futur pape Jules II), en accord avec son ami le cardinal Jean (de la) Balue, ambassadeur à Rome du jeune roi de France Charles VIII, propose au pape Innocent VIII, de faire appel à René II dans la guerre contre Ferrante d'Aragon.
En 1488, les sujets du roi de Naples se révoltent et offrent la couronne à René II, qui monte une expédition pour prendre possession du royaume, mais le roi de France Charles VIII le lui interdit, voulant lui-même en faire la conquête (début des guerres d'Italie).
René II prend froid au cours d'une chasse aux loups près de Fains-Véel et meurt le 10 décembre 1508. Son tombeau se trouve en l'église des Cordeliers de Nancy. Surmonté d'un enfeu renaissance polychrome, il fut violé en 1793.

## Mariage et enfants
René II épouse d'abord à Angers le 9 septembre 1471 Jeanne d'Harcourt, comtesse de Tancarville († 1488), fille de Guillaume d'Harcourt, comte de Tancarville, vicomte de Melun, et de Yolande de Laval. Quand en 1485, il devient évident qu'elle ne pouvait lui donner d'héritiers, René la répudie avec l'aide de son avocat Hugues des Hazards auprès des autorités pontificales à Rome.

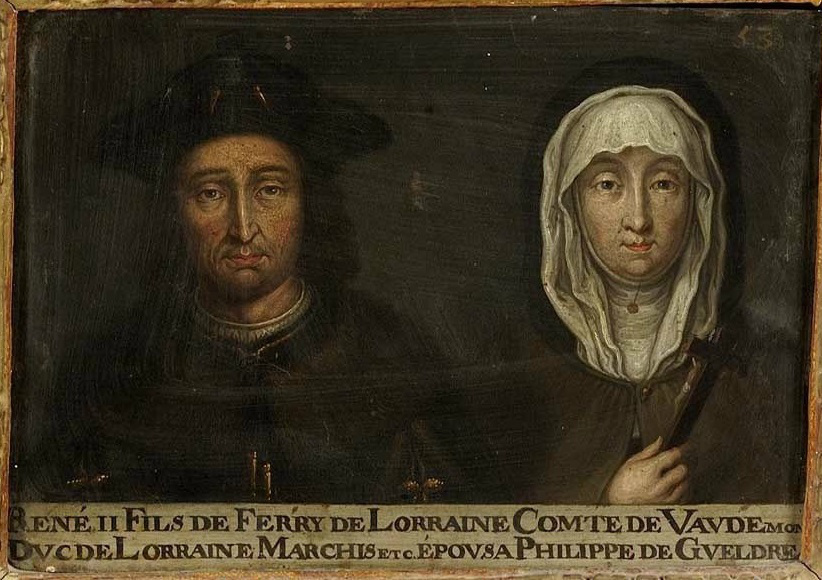
René II et son épouse Philippe de Gueldre (XVIIe siècle.).

Sur les instances d'Anne de Beaujeu, régente du royaume, il se remarie à Orléans le 1er septembre 1485 avec Philippe de Gueldre (1467 † 1547), d'où :
- Charles (1486 † jeune) ;
- François (1487 † 1489[9]) ;
- Antoine (1489 † 1544), duc de Lorraine et de Bar, épouse en 1509 Renée de Bourbon-Montpensier (1494-1539) ;
- Anne (1490 † 1491) ;
- Nicolas (1493 † jeune) ;
- Isabelle (1494 † 1508) ;
- Claude (1496 † 1550), duc de Guise, comte d'Harcourt, d'Aumale, baron d'Elbeuf, de Mayenne et sire de Joinville, épouse en 1513 Antoinette de Bourbon-Vendôme d'où la maison de Guise ;
- Jean (1498 † 1550), cardinal, évêque de Toul, de Metz et de Verdun ;
- Louis (1500 † 1528), évêque de Verdun, puis comte de Vaudémont ;
- Claude (1502 † jeune) ;
- Catherine (1502 † jeune) ;
- François (1506 † 1525 à Pavie), comte de Lambesc.

## Descendance
René II de Lorraine est l'ancêtre dynastique par ordre de primogéniture mâle de l'actuelle maison de Habsbourg-Lorraine, par le mariage en 1736 de son descendant à la 9e génération François III Étienne, duc de Lorraine et de Bar, grand-duc de Toscane, empereur germanique, avec l'archiduchesse Marie-Thérèse, reine de Hongrie et de Bohême. Il est également l'ancêtre de la même maison par son fils Claude par les branches secondaires.

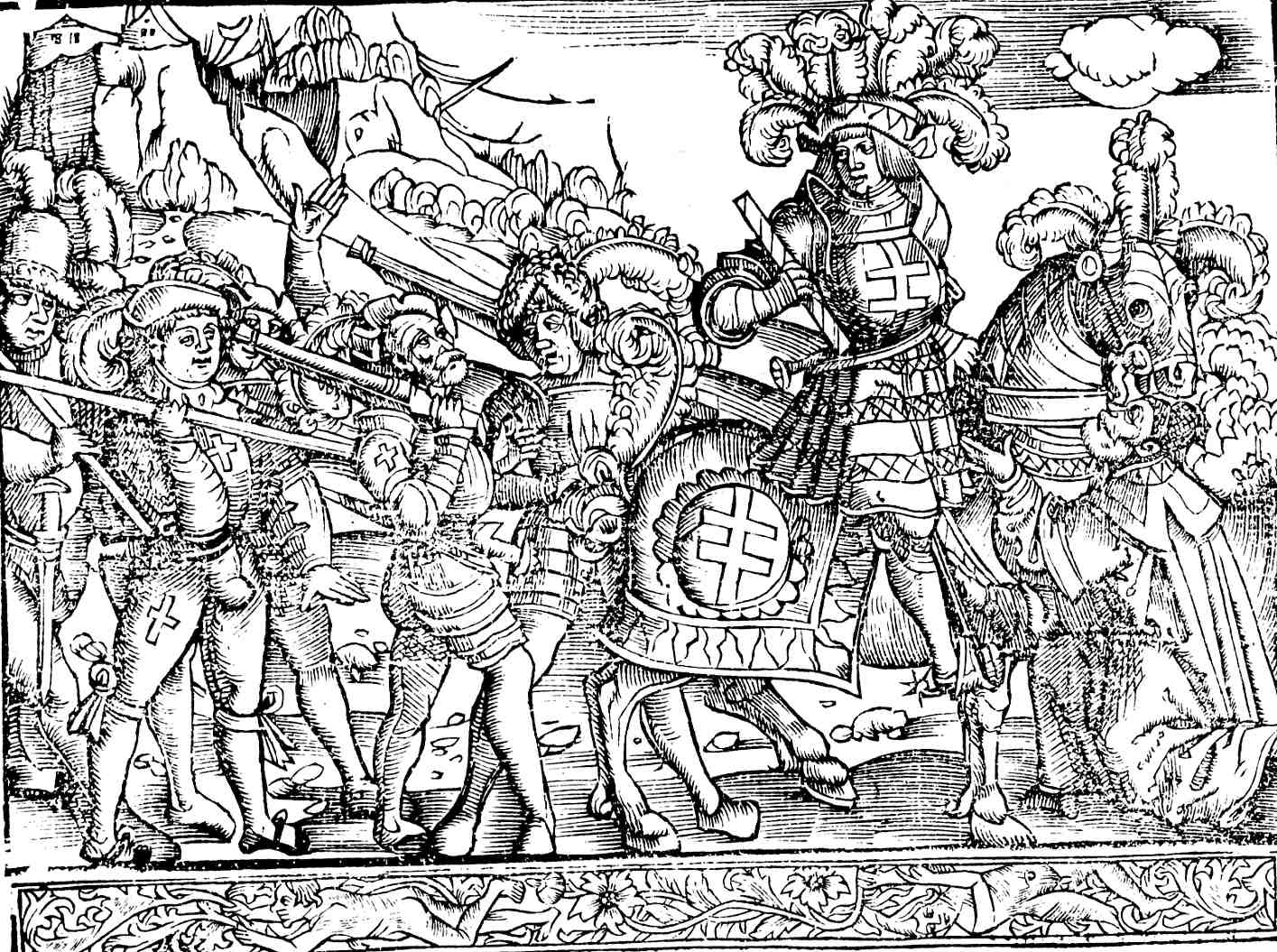
Le duc René II à la tête de ses troupes suisses devant la ville de Saint-Dié (Liber Nanceidos (Pierre de Blarru, 1519).

Sa descendance se retrouve également dans toutes les autres maisons souveraines d'Europe notamment des rois d'Espagne et de Belgique, du grand-duc de Luxembourg, du prince de Monaco.

## Monuments
- Une statue équestre de René II de Lorraine par le sculpteur nancéien Mathias Schiff se trouve place Saint-Epvre à Nancy.
- Le duc est également représenté victorieux sur le monument de la place de la Croix de Bourgogne, toujours à Nancy.

## Chanson
Gentil prince de renom, ou chant de René de Vaudemont
Gentil duc de Lorraine

Prince de grand renom

Tu as la renommée

Jusque delà les monts

Et toi et tes gendarmes

Et tous tes compagnons

Du premier coup qu'il frappe

Abattit les donjons

Tirez tirez bombardes

Serpentines et canons.

Nous sommes gentilshommes

Prenez-nous en rançon

Vous mentez de par la gorge

Vous n'êtes que larrons

Et violeurs de femmes

Et brûleurs de maisons

Vous en aurez la corde

Par-dessous le menton

Et si orrez matines

Aux chants des oisillons

Et si orrez la messe

Que les corbeaux diront.